# Machaerium microphyllum
Machaerium microphyllum là một loài thực vật có hoa trong họ Đậu. Loài này được (E.Mey.) Standl. miêu tả khoa học đầu tiên.